# Rødnæbbet tukan
Rødnæbbet tukan (Ramphastos tucanus) er en fugl i familien tukaner i ordenen spættefugle. Arten lever i trækronerne i tropisk regnskov i det nordlige Sydamerika. Den bygger rede i hule træer.

## Truet underart
Arten kan deles i to underarter. R. t. tucanus lever i det østlige Venezuela, Guyana, Surinam, Fransk Guyana og det nordøstlige Brasilien. Denne underart, der af den internationale organisation IUCN betragtes som en selvstændig art, regnes som truet af afskovning og jagt og betegnes som sårbar.  Den anden underart, Cuviers tukan (R. t. cuvieri), der lever i landene Bolivia, Brasilien, Colombia, Ecuador, Peru og Venezuela, er ikke truet.

## Udseende
Den rødnæbbede tukan måler i længden 50-60 cm, heraf er næbbet 12-20 cm og halen 13-17 cm. Fjerdragten er sort med hvidt bryst og hals. Fødder og huden omkring øjnene er blå. Vægten er mellem 400 og 800 gram. Det er den største af tukanerne, kun overgået af kæmpetukan (Ramphastos toco).

## Levevis
Tukaner optræder i små flokke eller par, og de flyver sjældent mere end 100 meter ad gangen, inden de igen lander i et træ. 

### Føde
Tukaner lever af frugt, bær og nektar fra blomster, men kan også finde på at tage insekter og større dyr som firben og frøer. De kan også tage fugleæg eller mindre fugle. 

### Formering
Hunnen bliver kønsmoden og kan lægge sit første kuld æg, når den er to år gammel. Begge køn er med til at udruge æggene. Der går cirka 2 uger får æggene klækker. Ungerne fødes blinde og nøgne og er først flyvefærdige efter seks uger, hvor de derefter flyver fra reden. Indtil da fodres de af forældrene. Forældrefuglene kan fodre ungerne i flere uger efter de har forladt reden.